# Monestir de Prislop
El monestir de Prislop és un monestir de Romania situat a prop del poble de Silvașu de Sus al comtat de Hunedoara. L'església del monestir, edifici del segle xvi, va ser declarada monument històric, amb el codi HD-II-mA-03447.

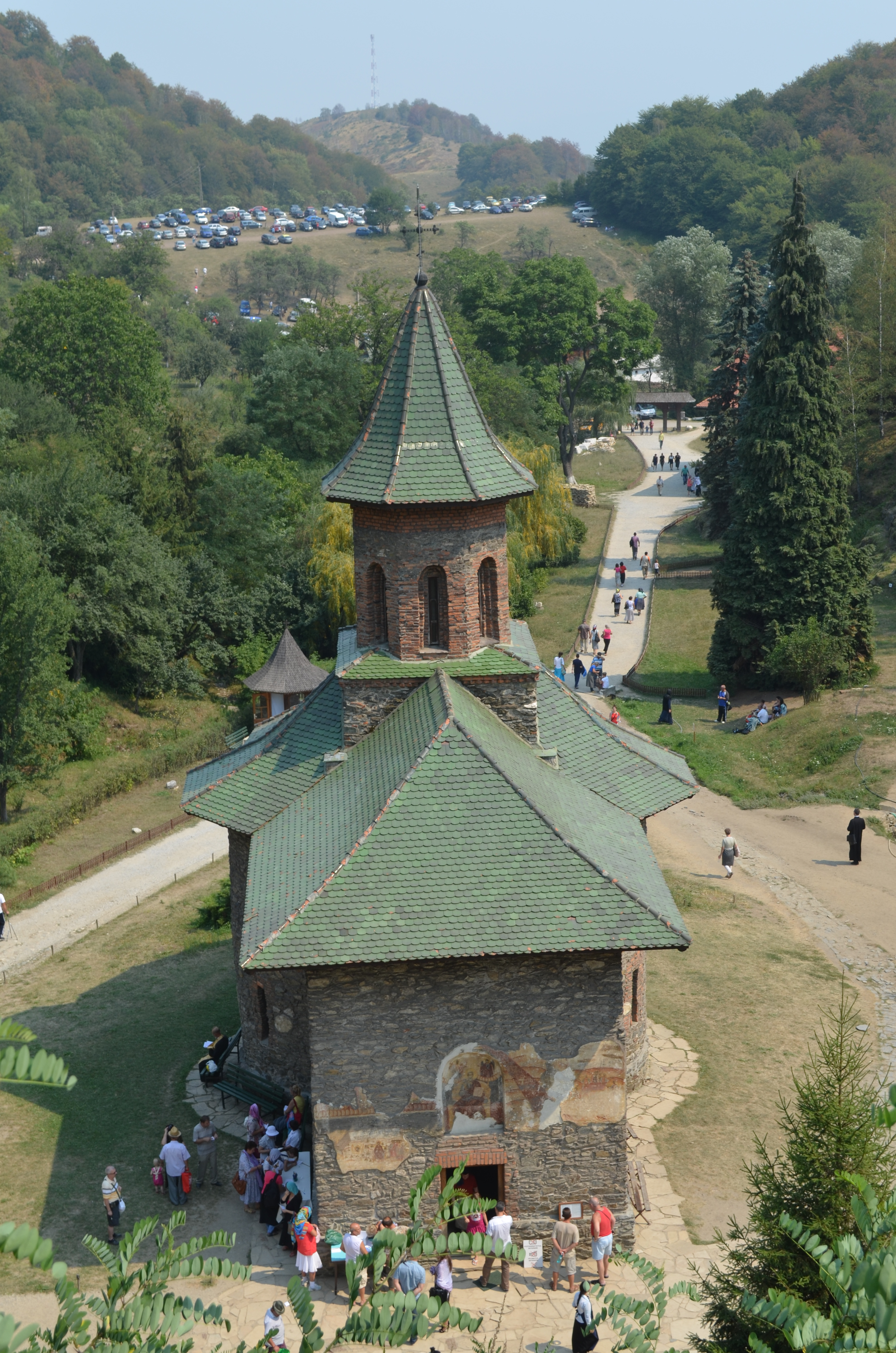
Vista de l'església del monestir de Prislop

El 1564 va ser construït des de zero per Zamfira, la filla de Moise Vodă de Valàquia. És possible que l'antic indret, les traces del qual es van escriure a mitjans del segle xix, existís en algun lloc del bosc, als voltants dels edificis actuals.
Al segle XVII hi vivia sant Joan de Prislop. Al segle xviii era un monestir grec catòlic. Al segle xix estava gairebé deserta i administrada per sacerdots ordenats. El bisbe Demetriu Radu es va ocupar de la restauració del monestir l'any 1901. El 29 d'octubre de 1948, amb la prohibició de l'Església Romana Unida, els sacerdots grecocatòlics van ser detinguts i el lloc ocupat per l'Església Ortodoxa. El 25 de novembre de 1948, el metropolità Nicolae Bălan va traslladar el monjo Arsenie Boca del monestir de Sâmbăta a Prislop, des d'on també va ser detingut dos anys més tard. El monestir va ser reconstruït com un monestir ortodox després de 1975, amb una comunitat de religioses.

## Història
Es desconeixen els inicis del monestir. Com que es trobava en uns terrenys en poder dels nobles romanesos a Ciula, es pot suposar que van ser els fundadors seculars del lloc. Només hi ha un registre que consta de la presència de Nicodem de Tismana a l'Hongria medieval. És la nota sobre el seu evangelista: "Aquest Sant Evangeli va ser escrit pel papa Nicodem a Hongria l'any 6913 (1404-1405)." Per a Nicodem la tradició va suposar una llarga línia d'altres monestirs que es van fundar més tard. De fet, no es pot establir la més mínima relació entre Prislop i Nicodem de Tismana.
Cap a mitjans del segle xvi, el monestir de Prislop gairebé va caure en ruïnes, el 1564 va ser construït "des de la base" per la senyoreta Zamfira, que es retira aquí després que el seu pare Moise Vodă de Valàquia fos assassinat a la batalla de Viișoara. És possible que l'antic indret, les traces del qual es van escriure a mitjans del segle xix, existís en algun lloc del bosc, als voltants dels edificis actuals. Segurament Zamfira va actuar en un monestir preexistent, perquè ella, com a dona, no tenia dret a fundar un monestir d'homes. Preocupada per salvar la seva ànima, després del seu quart matrimoni amb nobles no ortodoxos de Transsilvània, va dotar el lloc d'olors i relíquies cares. D'ells, pel que sembla, només ha sobreviscut una icona. La làpida de Zamfira, trencada en diversos trossos, es troba a Prislop. Contenia inscripcions en llatí i ciríl·lic. Dos abats, Joan i Teòfil, s'esmenten en els documents. No se sap absolutament res del seu paper en l'administració del monestir. Probablement, al segle XVII es va fundar a Prislop l'escola de l'església per a joves que havien de ser sacerdots als pobles. El 1585 l'abat Ioan esdevingué metropolità de Bălgrad (Alba Iulia), i el 1615 Teofil esdevingué bisbe de Vad. Aquí al segle XVII viu Sant Joan de Prislop.
Al segle xviii era un monestir grec catòlic. Va rebre una darrera capa de fresc sota la signatura de Simion de Pitesti. Només se'n conserven alguns fragments.
Al segle xix el monestir estava gairebé abandonat i administrat per sacerdots ordenats. El 1948, tres monjos units vivien al monestir, sota la direcció de l'abat Teodosie Bonteanu. En el context de la prohibició de l'Església Romanesa Unida, el monjo Arsenie Boca va ser desvinculat del monestir de Sâmbăta, acompanyat de dos aspirants monàstics. Les dues, Leonida Plămădeală i Dometie Manolache, van ser ordenades monjos a Prislop el 14 de setembre de 1948.
Dometie Manolache va romandre a Prislop fins al 1952, quan va ser traslladat a Sihăstria Afteia de la Cioara.
A partir del 1948 l'abat del monestir va ser Arsenie Boca, i després de la transformació del lloc en monestir (a mitjans dels anys 50), va romandre com a sacerdot fins al 1959, quan els comunistes van dispersar la comunitat i el pare Arsenie Boca va establir una residència forçada a Bucarest.
L'any 1976 el monestir es va restablir com a monestir.
L'any 1991 es va establir a l'interior del monestir el Seminari Teològic del Monestir de Santa Caterina, amb una durada escolar de cinc anys.
A la primera meitat del segle xvii, al voltant del monestir de Prislop es va cridar un sant ermità, és a dir, Ioan, del poble veí de Silvașul de Sus. Aquest home pietós, agafant des de la seva joventut el jou de Crist i desitjant seguir la voluntat de sant Nicodem de Tismana, es va fer monjo al monestir de Prislop. Llavors, excavant la seva cova en una roca sota la muntanya, com altres ermitans, hi va ser obligat a morir sol amb dures i desconegudes penúries. El pietós Joan Ermità, complaent a Déu i ple del do de l'Esperit Sant, es va fer en aquella cova les últimes dècades del segle xvii, glorificant-se després de la mort com a obrador de miracles.
Les relíquies de sant Joan de Prislop van ser portades a un monestir de Valàquia, probablement a Tismana.
Al monestir de Prislop té lloc una intensa pelegrinació, especialment a la tomba del pare Arsenie Boca.